# توني بلوم
توني بلوم (بالإنجليزية: Tony Bloom)‏ هو لاعب بوكر بريطاني، ولد في 20 مارس 1970 في برايتون في المملكة المتحدة.